# Bänz Friedli
Bendicht «Bänz» Niklaus Friedli Frauchiger (* 1965 in Bern) ist ein Schweizer Autor, Kabarettist und Sprachkünstler.

## Leben
Friedli, der Enkel des Mathematikers Werner Friedli, wuchs in einer Lehrerfamilie in Uettligen  auf und besuchte das Gymnasium Neufeld in Bern. 1985 wurde er als damals jüngster Politiker der Schweiz für die grüne Bürgerinitiative «Offene Liste» in den Gemeinderat von Wohlen BE gewählt, wo er während einer vierjährigen Amtsperiode in der Exekutive das Ressort Jugend und Kultur leitete.
1984 bis 1992 war er für Radio Förderband in Bern tätig, wo er die wöchentliche Sendung «Capitan Uncino» über italienische Musik gestaltete, Nachrichtensendungen moderierte und als Sportreporter im Einsatz war. Ab 1986 war er stellvertretender Sendeleiter und betreute insbesondere das kulturelle Abendprogramm des Senders. 1990 war Friedli Mitgründer des puncto Pressebüros Bern sowie des TV-Nachrichtenmagazins 10vor10. Seine Musik- und Sportreportagen erschienen in Magazinen und Zeitungen wie Das Magazin, Rolling Stone, Süddeutsche Zeitung Magazin, La Repubblica, Sportmagazin und Die Welt. Von der Gründung 1995 bis 2005 war er Redaktor beim Schweizer Nachrichtenmagazin Facts. Einen Namen machte er sich insbesondere als Kolumnist. Von 1985 bis 1993 schrieb Friedli den «Berner Alltag» in der Tageszeitung Der Bund. Seine «Pendlerregeln» in 20 Minuten fanden von 2000 bis 2004 eine grosse Leserschaft, von 2005 bis Ende November 2019 war er jede Woche im Migros-Magazin zu lesen. Zehn Jahre lang behandelte seine Rubrik «Der Hausmann» Familienthemen, danach erschien sie mit freiem Themenspektrum unter dem Titel «Bänz Friedli». Friedli ist ebenfalls Kolumnist der «gazette», des Kundenmagazins der BLS AG. Seit 2001 trug er seine Kolumnen in Lesungen vor, unter anderem in der «Nacht der Kolumnisten» mit Viktor Giacobbo, Linus Reichlin, Michèle Roten, Gisela Widmer und anderen, später solo. Aus dieser Tätigkeit entwickelte sich 2011 erstmals ein kabarettistisches Programm. Daneben schreibt er Essays und Beiträge für die NZZ am Sonntag und spricht regelmässig in der Samstagssatire Zytlupe von Radio SRF 1. Für denselben Sender moderiert er seit 2016 zweimal jährlich die Live-Show «Ohrfeigen» aus dem Kleintheater Luzern. 2006 war Friedli Kokurator der Ausstellung «Small number, big impact – Swiss immigration to the US» auf Ellis Island, New York City.
Friedli tritt in der Deutschschweiz als Bühnenkünstler in berndeutscher Mundart auf, so unter anderem 2007, 2013, 2014, 2016, 2019 und 2022 am Arosa Humor-Festival. Er hat an Drehbuch und Regie von zwei Dokumentarfilmen mitgearbeitet und ist künstlerischer Leiter des seit 2017 stattfindenden Mundartfestivals Arosa. Die Jury des Salzburger Stiers würdigte ihn als «kritisch heimatverbunden, sympathisch philosophisch und stets verlässlich witzig». Kabarett-Doyen Emil Steinberger nannte Friedli «eine Blutauffrischung fürs Schweizer Kabarett» und «eine kulturelle Wohltat».
2008 bis 2011 arbeitete Friedli mit dem Regisseur Bernhard Giger am Buch und Dokumentarfilm Herz im Emmental und 2016 zusammen mit der TV-Journalistin Barbara Frauchiger am Film Werner Aeschbacher bricht auf – ein Emmentaler Örgeler in Louisiana. Seit 1994 ist er Jurymitglied des italienischen Musikpreises Premio Tenco und von 2004 bis 2016 gehörte er der Jury Schweizer Wort des Jahres an. 2017 erschien sein erstes Kinderbuch Machs wie Abby, Sascha! Daraus entstand 2019 eine Hörspielreihe für Radio SRF 1.
Friedli ist verheiratet, hat zwei erwachsene Kinder und lebt in Basel.

## Auszeichnungen
- 2015: Salzburger Stier[11]

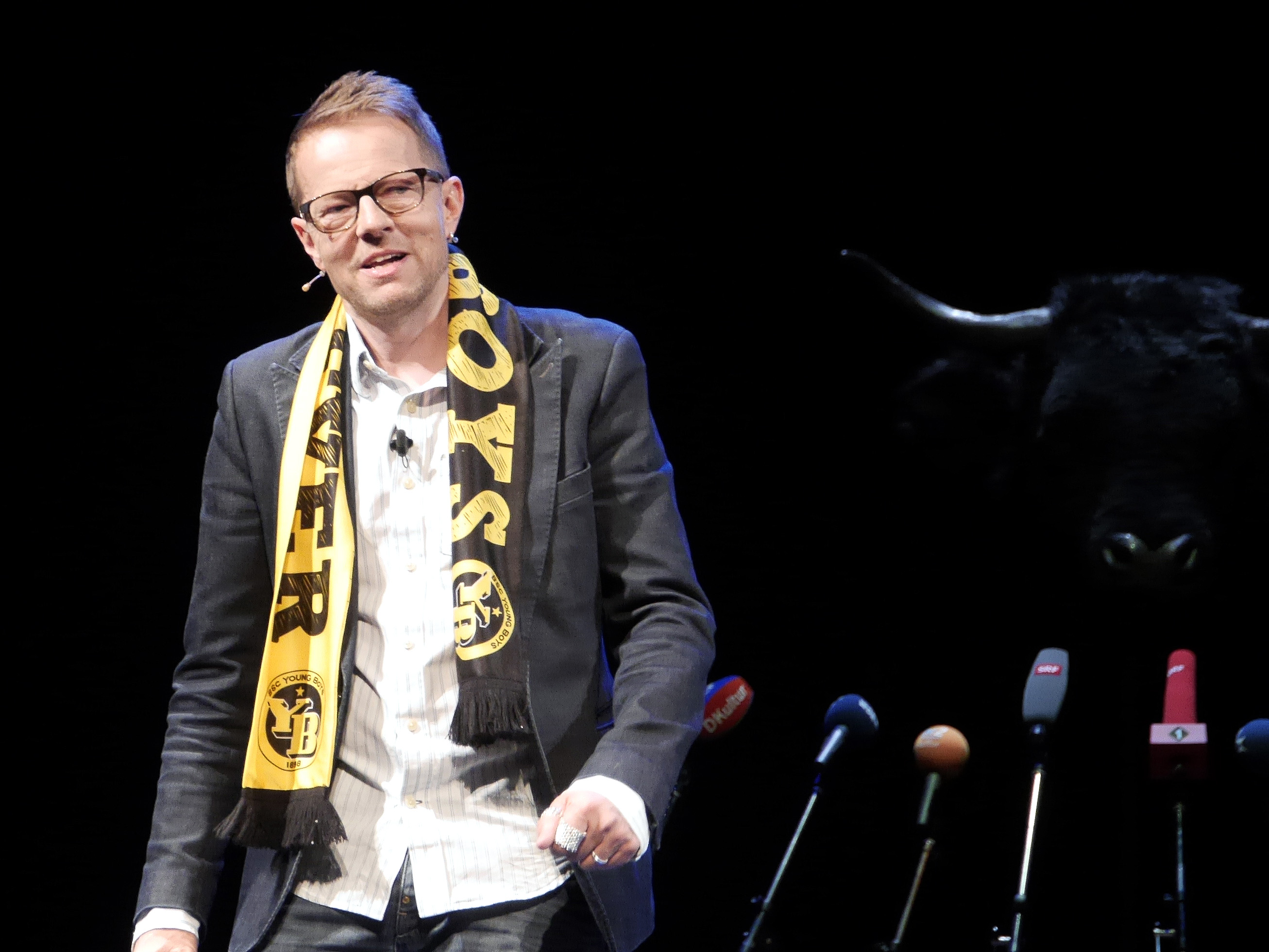
Bänz Friedli beim Salzburger Stier, 2015

- 2016: Premio Arpino Città di Cicerone
- 2024: Schweizer Kabarettpreis «Cornichon»[12]

## Werke

### Bühnenprogramme
- Sy no Frage?, 2011–2014, 250 Vorstellungen
- Gömmer Starbucks? Bänz Friedli macht sich einen Reim auf die Jugend, 2013–2016, 220 Vorstellungen
- Ke Witz! Bänz Friedli gewinnt Zeit, 2016–2018, rund 230 Vorstellungen
- Retour – Breuer und Friedli fahren Eisenbahn, 2017–2023, mit Thomas C. Breuer
- Was würde Elvis sagen?, 2019–2021, rund 160 Vorstellungen[13]
- S isch kompliziert – Bänz Friedli schafft Unordnung, 2022–2024, rund 200 Vorstellungen[14]
- Bänz Friedli räumt auf, seit 2025

### Tonträger
- Der Hausmann. Live in Miller’s Studio. Tudor, Zürich 2008, ISBN 978-3-03776-478-7.
- Sy no Frage? (Sind noch Fragen?) Live im City-Chäller. Tudor, Zürich 2011, ISBN 978-3-03776-495-4.
- Gömmer Starbucks? (Gehen wir Starbucks?). Merian, Basel 2014, ISBN 978-3-85616-691-5.
- Ke Witz! Bänz Friedli gewinnt Zeit, live im Hechtplatz-Theater. Merian, Basel 2017, ISBN 978-3-85616-826-1.
- Was würde Elvis sagen? Live in der Kellerbühne St. Gallen. Hagenbuch/Merian, Zürich und Basel 2019, ISBN 978-3-85616-909-1.
- S isch kompliziert – Bänz Friedli schafft Unordnung, live im «Tabourettli» Basel. hagenbuch, Zürich 2022, ISBN 978-3-9522920-3-7.
- mit Katja Alves, Gion Cavelty, Christoph Schuler und anderen: Die Nacht der Kolumnisten live im Miller’s Studio. RecRec, Zürich 2003.
- mit Tonia Maria Zindel, Birgit Steinegger, Benedikt Weibel, Noah Veraguth und anderen: Märchen für Haïti – prominente Schweizer/innen erzählen Märchen, Stiftung Santé Suisse, Biel 2012.
- mit Simon Enzler, Stefanie Grob und Thomas C. Breuer: Zytlue live! Merian, Basel 2013, ISBN 978-3-85616-606-9.
- mit Alfred Dorfer, Franz Hohler, Gisela Widmer und anderen: Zytlupe – Radio-Satire live! Merian, Basel 2016, ISBN 978-3-85616-822-3.
- mit Wolfgang Bortlik, Gogo Frei & Dani Knechtli: Die Schwalbenkönige, Dritti Halbzyt, Der gesunde Menschenversand, Luzern 2020, ISBN 978-3-03853-105-0.
- mit Franziska Egloff und Irene Brügger alias Frölein Da Capo: S Mouzibüsi, CD-Beilage zum Erzählbuch S Mouzibüsi ond s Chaos ide Chochi, Rütenen SO/Zürich, 2021, ISBN 978-3-9522920-6-8.
- mit Jane Mumford, Pedro Lenz, Renato Kaiser, Wolfgang Bortlik und anderen: Die Schwalbenkönige United – Es gibt kein Bier in Katar, hagenbuch/Der gesunde Menschenversand, Zürich und Luzern, 2022, ISBN 978-3-03853-140-1.

### DVDs
- Sy no Frage? Live 2014. Hagenbuch, Zürich 2014, ISBN 978-3-85616-658-8.
- Gömmer Starbucks? Live im Casinotheater Winterthur. Hagenbuch/Merian, Zürich und Basel 2015, ISBN 978-3-85616-680-9.
- Ke Witz! Bänz Friedli gewinnt Zeit. Live am Arosa Humorfestival 2016. Hagenbuch/Merian, Zürich und Basel 2017, ISBN 978-3-85616-848-3.
- Was würde Elvis sagen? Live im «Kleintheater» Luzern. Hagenbuch/Merian, Zürich und Basel 2019, ISBN 978-3-85616-910-7.
- S isch kompliziert – Bänz Friedli schafft Unordnung, live in der «Mühle Hunziken», hagenbuch, Zürich 2023, ISBN 978-3-9522920-4-4.

### Bücher
- Ich pendle, also bin ich. Huber, Frauenfeld 2003, ISBN 3-9522920-0-1 (Jubiläumsausgabe. Nachgeführt bis 2010. Huber, Frauenfeld 2010, ISBN 978-3-7193-1550-4).
- Der Hausmann. Kolumnen aus dem Migros-Magazin. Hagenbuch, Zürich 2007, ISBN 978-3-9522920-2-0.
- Findest du mich dick? Neues vom Hausmann. Huber, Frauenfeld und Zürich 2009, ISBN 978-3-7193-1528-3.
- Wenn die mich nicht hätten. Der Hausmann wird durchgeschleudert. Orell Füssli, Zürich 2011, ISBN 978-3-280-05446-8.
- mit Bernhard Giger: Herz im Emmental. Vom Leben mit einem Mythos. Limmat, Zürich 2011, ISBN 978-3-85791-648-9.
- Der komplette Hausmann. Schuber mit drei Büchern, Orell Füssli, Zürich 2012, ISBN 978-3-280-05504-5.
- Es gibt Tage, da sind alle Menschen blau und sprechen Chinesisch. Die «Hausmann»-Kolumnen 2011–2015. Knapp, Olten 2015, ISBN 978-3-906311-04-3.
- Und er fährt nie weg. Eisenbahngeschichten. Mit einem Vorwort von Peter Bichsel, Knapp, Olten 2015, ISBN 978-3-906311-01-2.
- Machs wie Abby, Sascha! Baeschlin, Glarus und Ziegelbrücke 2017, ISBN 978-3-85546-320-6.
- Es ist verboten, übers Wasser zu gehen. Knapp, Olten 2018, ISBN 978-3-906311-45-6.
- Der Wal im See, neue Geschichten von unterwegs. Knapp, Olten 2020, ISBN 978-3-906311-70-8.
- Hat die Gruppe verlassen. Essays und Kolumnen. Knapp, Olten 2023, ISBN 978-3-907334-05-8.

### Mitarbeit an Büchern (Auswahl)
- mit Chris von Rohr: Bananenflanke (Vorwort, Lektorat). Steinblatt Verlag, Solothurn 2003, ISBN 3-9520081-1-7.
- mit Bruno Abegg, Barbara Lüthi und anderen: Small Number – Big Impact, swiss immigration to the USA. NZZ Libro, Zürich 2006, ISBN 3-03823-259-9.
- mit Katja Alves und anderen: Kick ’n’ Rush – die Bibel. Kick ’n’ Rush Fanclub. Luzern 2008.
- mit Sibylle Berg und weiteren Autoren: Schweiz der Zukunft – Zukunft der Schweiz: Literarische Skizzen zur Sendereihe Mit DRS 1 i d’Zuekunft. Neue Zürcher Zeitung, Zürich 2010, ISBN 978-3-03823-637-5.
- mit Tinu Heiniger: Mueterland – Heimat in Geschichten (Vorwort, Lektorat). Faro Verlag, Lenzburg 2011, ISBN 978-3-03781-024-8.
- mit Bernhard Giger und Marco Meier: Reto Camenisch Porträts. Edition Stephan Witschi, Zürich 2012, ISBN 978-3-9523619-7-9.
- mit Simone Vock und Irena Zweifel Schiesser: Väter braucht das Land! Baeschlin, Glarus 2012, ISBN 978-3-85546-248-3.
- mit Wolfgang Bortlik, Rolf Lappert, Pedro Lenz, Sandra Hughes und anderen: Das Chancenplus war ausgeglichen (Erzählung: «Winter in Boston»). Knapp, Olten 2012, ISBN 978-3-905848-60-1.
- mit Martin Lehmann: Aber hallo! Kolumnen (Vorwort). Cosmos, Muri 2014, ISBN 978-3-305-00377-8.
- mit Frölein Da Capo: Episödäli (Vorwort). Knapp, Olten 2015, ISBN 978-3-906311-12-8.
- mit Samuel Mumenthaler, Dänu Siegrist, Bernhard Giger, Polo Hofer und anderen: Letzte Insel vor der Autobahn – Peter Burkharts Mühle Hunziken. Zytglogge, Basel 2015, ISBN 978-3-7296-0904-4.
- mit Geri Stocker: Swiss America, Amerikanische Schweiz. Mondberg, Blauen 2017, ISBN 978-3-906063-14-0.
- mit Irene Graf: Schmucktruckli – es Dotze Wiehnachtsgschichte (Vorwort, Lektorat), mundART Verlag, Adelboden 2017, ISBN 978-3-9523715-5-8.
- mit Bernhard Giger, Pedro Lenz und Klaus Zaugg: Wo das Tram nicht hinfährt, sind wir daheim – das YB-Meisterbuch 2018 (Herausgeber, Autor). Knapp, Olten 2018, ISBN 978-3-906311-48-7.
- mit Christof Gertsch, Ursina Haller, Mikael Krogerus und anderen Mitherausgeber: N°1 – das beste Sportmagazin der Welt. 2018.
- mit Hanspeter Müller-Drossaart, Brigitte Schär, Sabina Altermatt und anderen: Unterwegs – 25 Gute-Fahrt-Geschichten (Erzählung «Und Lena denkt an den Indian Summer»). VBG, Zürich 2019, ISBN 978-3-033-07104-9.
- mit Pedro Lenz, Klaus Zaugg und anderen: Das YB-Meisterbuch 2018 / YB-Schatzkästlein 2020. Schuber mit zwei Büchern, Sinwel, Bern 2020, ISBN 978-3-85911-899-7.
- mit Mirjam Comtesse: So tickt Bern. (Vorwort «Bern muss man einfach gern haben. Befehl!»), Verlag Einfach Lesen, Bern 2021, ISBN 978-3-906860-18-3.[15]
- mit Peter Bichsel, Rolf Lappert, Michelle Steinbeck und anderen: Das Schaukelpferd in Bichsels Garten – Geschichten vom Schweizer Schriftstellerweg (Beitrag «Aussteigen, wozu auch?»). Knapp, Olten 2021, ISBN 978-3-906311-86-9.[16]
- mit Jürg Odermatt, Suzanne Zahnd, Manfred Papst und anderen: Ahh wa! Mir trülled im Chreis, Buchpublikation zum gleichnamigen Songzyklus von Jürg Odermatt und Martin Fischer (Beitrag: «Wer weiss schon Genaues»?), Winterthur 2022.
- mit Katja Alves, Franz Hohler, Stefanie Grob und anderen, Tschäderibumm – 190 Mundartgedichte für Kinder (Beitrag «Wöschtag»), herausgegeben von Hans ten Doornkaat. Der gesunde Menschenversand, Luzern 2022, ISBN 978-3-03853-126-5.
- mit Alex Capus, Rebekka Salm, Franz Hohler, Donna Leon und anderen: Gutenachtgeschichten für Verliebte (Beitrag: «Irgendwo in Tennessee»). Knapp Verlag, Olten 2023, ISBN 978-3-907334-12-6.
- mit Peter Röthlisberger, Michèle Roten, Margrit Sprecher, Michael Hermann und anderen: Zürich in 100 Geschichten (Beitrag: «Ein Kläffen, von unter herauf»). NZZ Libro, Zürich 2023, ISBN 978-3-907396-55-1.
- mit Bernhard Giger: Ungedrehte Filme – Erzählungen aus dem Landesinnern (Vorwort «Der poetische Reporter»). Knapp, Olten, 2025, ISBN 978-3-907334-37-9.
- mit Doris Büchel: Wie lange ist nie mehr – Leben im Angesicht der Endlichkeit (Vorwort «Endlich!»), Wörterseh, Lachen SZ, 2025, ISBN 978-3-03763-161-4.

### Film
- mit Bernhard Giger: Herz im Emmental. Dokumentarfilm, 95 Minuten, Carac/Frenetic Films, Bern und Zürich 2011.
- mit Barbara Frauchiger: Werner Aeschbacher bricht auf – ein Emmentaler Örgeler in Louisiana. Dokumentarfilm, 64 Minuten, SRF, Zürich 2016.